# حمى الماس

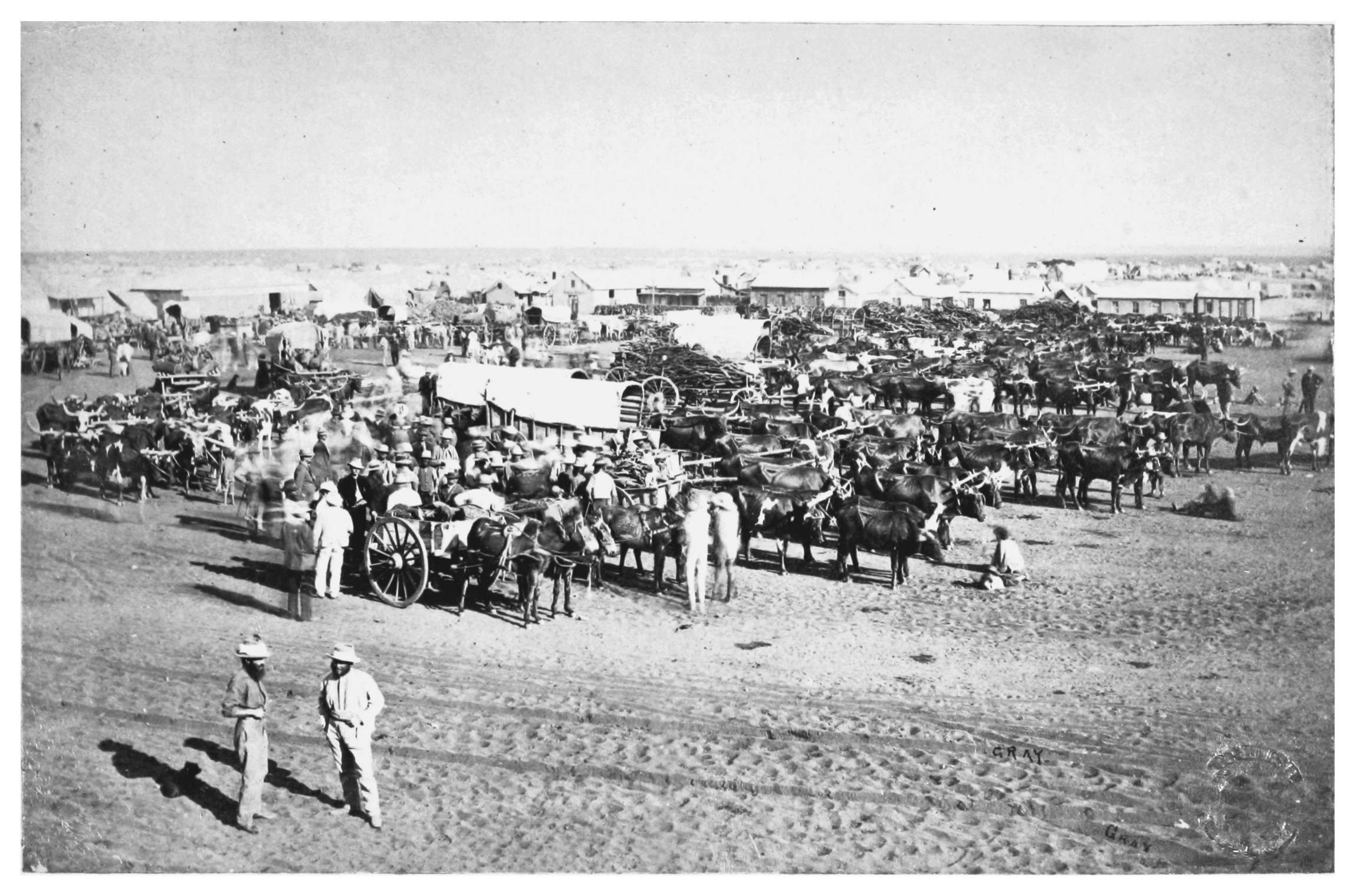
سوق الحمى الجديدة، كيمبرلي، جنوب أفريقيا، 1873.

حمى الماس أو اندفاع الماس هي فترة هجرة اندفاعية لعمال المناجم للمناطق التي يكتشف فيها الماس حديثاً. حدث مثل هذه الهجرات في القرنين ال19 وال20 إلى جنوب أفريقيا وجنوب غرب أفريقيا. تعد حمى الماس فقاعة اقتصادية.

## التسلسل الزمني لحميات الماس
- في 1871، اكتشفت أحجار الماس في تلة كولسبيرغ بمزرعة فوريوتزجت أدت إلى إنشاء منجم بيغ هول وتأسيس مدينة كيمبرلي، وقد أطلق على هذه الهجرة «الحمى الجديدة».[1]
- في 1908، أدى اكتشاف الماس قرب محطة غراسبلاتز في جنوب غرب أفريقيا الألمانية إلى حمى ماس أدت إلى إنشاء مدينة لودريتز وإنشاء عدد من مستعمرات التعدين التي تحولت اليوم لمدن أشباح.[2]
- في تسعينات القرن ال20، اكتشف الماس حول بحيرة غراس في الأقاليم الشمالية الغربية في كندا، وأنشيء منجم إيكاتي؛ أول منجم للماس في كندا.[3] أدى ذلك إلى تدفق شديد عرف بحمى الماس الكندية.[4][5]